# Superstars Series 2005
Le Superstars Series 2005 sono la seconda stagione del precedente Campionato Italiano Superstars.
Il campionato italiano è stato vinto da Tobia Masini, pilota dell'Audi.

## Piloti e team
| Team                 | Vettura         | No. | Pilota               | Gare       |
| -------------------- | --------------- | --- | -------------------- | ---------- |
| CAAL Racing          | BMW M5 E39      | 1   | Francesco Ascani     | Tutte      |
| CAAL Racing          | BMW M5 E39      | 2   | Leonardo Baccarelli  | 3, 5-9     |
| CAAL Racing          | BMW M5 E39      | 2   | Albert Colajanni     | 2, 4       |
| Lanza Motorsport     | BMW M5 E39      | 5   | Mauro Simoncini      | 1, 3, 5, 9 |
| Vaccari Motori       | BMW M5 E39      | 7   | Simone di Mario      | 4, 7-9     |
| Vaccari Motori       | BMW M5 E39      | 8   | Marco Della Monica   | 1          |
| Motortech Racing     | Jaguar S-Type R | 9   | Giuliano Alessi      | 3-5        |
| Motortech Racing     | Jaguar S-Type R | 9   | Stefano Bonello      | 6-7, 9     |
| Motortech Racing     | Jaguar S-Type R | 9   | Oscar Venturato      | 9          |
| Motortech Racing     | Jaguar S-Type R | 10  | Alessandro Battaglin | 3-9        |
| Max Team             | BMW M5 E39      | 11  | Simone Galluzzo      | Tutte      |
| Max Team             | BMW M5 E39      | 12  | Fabrizio Armetta     | 1-3        |
| Max Team             | BMW M5 E39      | 12  | Alberto Cerrai       | 4          |
| Max Team             | BMW M5 E39      | 12  | Albert Colajanni     | 6-7        |
| Scuderia La Torre    | BMW M5 E39      | 14  | Riccardo Romagnoli   | 1-2        |
| I Motori di Carlotta | BMW M5 E39      | 14  | Enrico Uncini        | 4          |
| I Motori di Carlotta | BMW M5 E39      | 14  | Luca Marini          | 5-6        |
| I Motori di Carlotta | BMW M5 E39      | 18  | Giacomo Bertola      | 2-3        |
| I Motori di Carlotta | BMW M5 E39      | 18  | Fabrizio Armetta     | 4-9        |
| Scuderia Bigazzi     | Audi RS6        | 56  | Tobia Masini         | Tutte      |
| Santucci Motorsport  | BMW M5 E39      | 60  | Diego Alessi         | 9          |

## Calendario
| Round | Circuito   | Data         | Pole Position    | Giro più veloce  | Vincitore        | Team                 |
| ----- | ---------- | ------------ | ---------------- | ---------------- | ---------------- | -------------------- |
| 1     | Adria      | 17 aprile    | Tobia Masini     | Francesco Ascani | Francesco Ascani | CAAL Racing          |
| 2     | Vallelunga | 8 maggio     | Simone Galluzzo  | Fabrizio Armetta | Simone Galluzzo  | Max Team             |
| 3     | Imola      | 19 giugno    | Tobia Masini     | Tobia Masini     | Tobia Masini     | Scuderia Bigazzi     |
| 4     | Mugello    | 4 luglio     | Simone Galluzzo  | Simone Galluzzo  | Simone Galluzzo  | Max Team             |
| 5     | Magione    | 24 luglio    | Fabrizio Armetta | Tobia Masini     | Fabrizio Armetta | I Motori di Carlotta |
| 6     | Varano     | 11 settembre | Simone Galluzzo  | Tobia Masini     | Tobia Masini     | Scuderia Bigazzi     |
| 7     | Monza      | 25 settembre | Fabrizio Armetta | Tobia Masini     | Fabrizio Armetta | I Motori di Carlotta |
| 8     | Adria      | 9 ottobre    | Tobia Masini     | Fabrizio Armetta | Tobia Masini     | Scuderia Bigazzi     |
| 9     | Misano     | 23 ottobre   | Fabrizio Armetta | Fabrizio Armetta | Fabrizio Armetta | I Motori di Carlotta |

## Classifica

### Piloti
| Pos                             | Pilota               | ADR | VAL | IMO | MUG | MAG | VAR | MON | ADR | MIS | Pts |
| ------------------------------- | -------------------- | --- | --- | --- | --- | --- | --- | --- | --- | --- | --- |
| 1                               | Tobia Masini         | 4   | 6   | 1   | 4   | 3   | 1   | 2   | 1   | 3   | 127 |
| 2                               | Fabrizio Armetta     | 3   | 2   | Ret | 2   | 1   | 5   | 1   | 3   | 1   | 122 |
| 3                               | Simone Galluzzo      | 2   | 1   | DSQ | 1   | 2   | 3   | 8   | 2   | 7   | 104 |
| 4                               | Francesco Ascani     | 1   | 4   | 2   | DNS | 4   | 7   | 9   | 4   | 4   | 83  |
| 5                               | Alessandro Battaglin |     |     | 5   | 3   | 5   | 2   | 5   | 6   | 8   | 60  |
| 6                               | Leonardo Baccarelli  |     |     | 3   |     | 6   | 4   | 3   | 5   | 6   | 54  |
| 7                               | Giacomo Bertola      |     | 5   | 4   |     |     |     |     |     |     | 20  |
| 8                               | Albert Colajanni     |     | DNS |     | 5   |     | 6   | 7   |     |     | 18  |
| 9                               | Diego Alessi         |     |     |     |     |     |     |     |     | 2   | 15  |
| 10                              | Simone di Mario      |     |     |     | DNS |     |     | 4   | 7   | Ret | 14  |
| 11                              | Mauro Simoncini      | DNS |     | (7) |     | DNS |     |     |     | 5   | 8   |
| 12                              | Giuliano Alessi      |     |     | 6   | Ret | Ret |     |     |     |     | 6   |
| 13                              | Stefano Bonello      |     |     |     |     |     | Ret | 6   |     | WD  | 6   |
|                                 | Oscar Venturato      |     |     |     |     |     |     |     |     | Ret | 0   |
|                                 | Alberto Cerrai       |     |     |     | Ret |     |     |     |     |     | 0   |
|                                 | Marco Della Monica   | Ret |     |     |     |     |     |     |     |     | 0   |
| piloti non eleggibili per punti |                      |     |     |     |     |     |     |     |     |     |     |
|                                 | Riccardo Romagnoli   | Ret | 3   |     |     |     |     |     |     |     | 0   |
|                                 | Enrico Uncini        |     |     |     | 6   |     |     |     |     |     | 0   |
|                                 | Luca Marini          |     |     |     |     | 7   | DNS |     |     |     | 0   |
| Pos                             | Pilota               | ADR | VAL | IMO | MUG | MAG | VAR | MON | ADR | MIS | Pts |

| Colore  | Risultato             |
| ------- | --------------------- |
| Oro     | Vincitore             |
| Argento | 2º posto              |
| Bronzo  | 3º posto              |
| Verde   | Finito a punti        |
| Blu     | Finito senza punti    |
| Viola   | Ritirato (Rit)        |
| Viola   | Non classificato (NC) |
| Rosso   | Non qualificato (NQ)  |
| Nero    | Squalificato (SQ)     |
| Bianco  | Non partito (NP)      |
| Bianco  | Non ha gareggiato     |
| Bianco  | Infortunato (INF)     |
| Bianco  | Escluso (ES)          |
| Bianco  | Gara cancellata (C)   |

### Team
| Pos                           | Team                 | Auto | ADR | VAL | IMO | MUG | MAG | VAR | MON | ADR | MIS | Pts |
| ----------------------------- | -------------------- | ---- | --- | --- | --- | --- | --- | --- | --- | --- | --- | --- |
| 1                             | CAAL Racing          | 1    | 1   | 4   | 2   | DNS | 4   | 7   | 9   | 4   | 4   | 145 |
| 1                             | CAAL Racing          | 2    |     |     | 3   | 5   | 6   | 4   | 3   | 5   | 6   | 145 |
| 2                             | Max Team             | 11   | 2   | 1   | DSQ | 1   | 2   | 3   | 8   | 2   | 7   | 141 |
| 2                             | Max Team             | 12   | 3   | 2   | Ret | Ret |     | 6   | 7   |     |     | 141 |
| 3                             | Scuderia Bigazzi     | 56   | 4   | 6   | 1   | 4   | 3   | 1   | 2   | 1   | 3   | 127 |
| 4                             | I Motori di Carlotta | 14   |     |     |     | 6   | 7   | DNS |     |     |     | 115 |
| 4                             | I Motori di Carlotta | 18   | 5   | 4   | 2   | 1   | 5   | 1   | 3   | 1   |     | 115 |
| 5                             | Motortech Racing     | 9    |     |     | 6   | Ret | Ret | Ret | 6   |     | Ret | 72  |
| 5                             | Motortech Racing     | 10   |     |     | 5   | 3   | 5   | 2   | 5   | 6   | 8   | 72  |
| 6                             | Santucci Motorsport  | 60   |     |     |     |     |     |     |     |     | 2   | 15  |
| 7                             | Vaccari Motori       | 7    |     |     | DNS |     |     |     | 4   | 7   | Ret | 14  |
| 7                             | Vaccari Motori       | 8    | Ret |     |     |     |     |     |     |     |     | 14  |
| 8                             | Lanza Motorsport     | 5    | DNS |     | (7) |     | DNS |     |     |     | 5   | 8   |
| team non eleggibili per punti |                      |      |     |     |     |     |     |     |     |     |     |     |
|                               | Scuderia La Torre    | 14   | Ret | 3   |     |     |     |     |     |     |     | 0   |
| Pos                           | Team                 | Auto | ADR | VAL | IMO | MUG | MAG | VAR | MON | ADR | MIS | Pts |

| Colore  | Risultato             |
| ------- | --------------------- |
| Oro     | Vincitore             |
| Argento | 2º posto              |
| Bronzo  | 3º posto              |
| Verde   | Finito a punti        |
| Blu     | Finito senza punti    |
| Viola   | Ritirato (Rit)        |
| Viola   | Non classificato (NC) |
| Rosso   | Non qualificato (NQ)  |
| Nero    | Squalificato (SQ)     |
| Bianco  | Non partito (NP)      |
| Bianco  | Non ha gareggiato     |
| Bianco  | Infortunato (INF)     |
| Bianco  | Escluso (ES)          |
| Bianco  | Gara cancellata (C)   |